# Vĩnh Quang, Bảo Lâm (Cao Bằng)

## Địa lý
Xã Vĩnh Quang nằm ở phía đông huyện Bảo Lâm, có vị trí địa lý:
- Phía đông giáp huyện Bảo Lạc
- Phía tây giáp xã Lý Bôn và xã Vĩnh Phong
- Phía nam giáp xã Vĩnh Phong
- Phía bắc giáp huyện Bảo Lạc và xã Lý Bôn.

Xã Vĩnh Quang có diện tích 56,46 km², dân số năm 2019 là 4.855 người, mật độ dân số đạt 86 người/km².
Trên địa bàn xã có một số ngọn núi như Khuổi Âu, Tát Ma, Phạc Tà, Phia Cục. Một đoạn nhỏ quốc lộ 34 chạy qua phần cực bắc của xã. Vĩnh Quang có suối Cai Kim chảy qua.

## Lịch sử
Sau năm 1975, Vĩnh Quang là một xã thuộc huyện Bảo Lạc.
Ngày 25 tháng 9 năm 2000, Chính phủ ban hành Nghị định số 52/2000/NĐ-CP về việc điều chỉnh xã Đức Hạnh thuộc huyện Vĩnh Quang chuyển sang trực thuộc huyện Bảo Lâm mới thành lập.
Đến năm 2019, xã Vĩnh Quang được chia thành 22 xóm: Ắc È, Bản Cài, Đông Kẹn, Khau Cưởm, Nà Luông, Khuổi Náy, Khuổi Rò, Bản Miều, Nà Hiên, Nà Lầu, Nà Ngà, Nà Phiáo, Nà Piao, Nà Tốm, Nặm Lạn, Pác Đoa, Phiêng Rù, Thiêng Nà, Bản Chang, Nặm Uốm, Khau Sáng, Cốc Tém.
Ngày 9 tháng 9 năm 2019, Hội đồng Nhân dân tỉnh Cao Bằng ban hành Nghị quyết số 27/NQ-HĐND về việc:
- Giữ nguyên 14 xóm: Bản Cài, Bản Miều, Cốc Tém, Khuổi Rò, Nà Hiên, Nà Lầu, Nà Luông, Nà Ngà, Nà Phiáo, Nà Tốm, Nặm Lạn, Nặm Uốm, Phiêng Rù, Thiêng Nà
- Sáp nhập xóm Pác Đoa vào xóm Bản Cài
- Sáp nhập xóm Khuổi Náy vào xóm Cốc Tém
- Sáp nhập xóm Khau Sáng vào xóm Nặm Uốm
- Sáp nhập xóm Nà Piao vào xóm Nà Hiên
- Sáp nhập xóm Khau Cưởm vào xóm Nà Luông
- Sáp nhập xóm Ắc È vào xóm Thiêng Nà
- Sáp nhập xóm Bản Chang vào xóm Phiêng Rù
- Sáp nhập xóm Đông Kẹn vào xóm Nà Lầu.